# Коњшица (Литија)
Коњшица (словен. Konjšica) је насељено место у општини Литија, Засавска регија, Словенија. Део је насеља Коњшица, које је административним границама подељено на два насеља: Коњшица (Литија) и Коњшица (Загорје об Сави).

## Историја
До територијалне реорганизације у Словенији била је у саставу старе општине Литија.

## Становништво
У попису становништва из 2011. године, Коњшица је имала 106 становника.
| Број становника према пописима | Број становника према пописима | Број становника према пописима |
| ------------------------------ | ------------------------------ | ------------------------------ |
| 1991                           | 2002                           | 2011                           |
| 100                            | 108                            | 106                            |

## Галерија
- тунел
- Грашак, предајници мобилних телефона (у позадини Загорје об Сави)